# Pokal evropskih prvakov 1990/91 (hokej na ledu)
Pokal evropskih prvakov 1990/91 je šestindvajseta sezona hokejskega pokala, ki je potekal med 19. oktobrom in 30. decembrom 1991. Naslov evropskega pokalnega zmagovalca je osvojil klub Djurgårdens IF, ki je v finalu premagal Dinamo Moskvo.

## Tekme

### Prvi krog

#### Skupina A
(Sofija, Bolgarija)
| 1. klub               | Rezultat | 2. klub              |
| --------------------- | -------- | -------------------- |
| Levski-Spartak Sofija | 26:1     | AS Aris Thessaloniki |
| HC Steaua Bucureşti   | 30:0     | AS Aris Thessaloniki |
| Levski-Spartak Sofija | 3:8      | HC Steaua Bucureşti  |

##### Lestvica
| Poz | Klub                  | Točke |
| 1   | HC Steaua Bucureşti   | 4     |
| 2   | Levski-Spartak Sofija | 2     |
| 3   | AS Aris Thessaloniki  | 0     |

#### Skupina B
(Bolzano, Italija)
| 1. klub              | Rezultat | 2. klub              |
| -------------------- | -------- | -------------------- |
| VEU Feldkirch        | 6:5      | Lehel HC Jászberény  |
| HC Bolzano           | 4:4      | KHL Medveščak Zagreb |
| KHL Medveščak Zagreb | 8:5      | VEU Feldkirch        |
| HC Bolzano           | 5:5      | Lehel HC Jászberény  |
| KHL Medveščak Zagreb | 7:4      | Lehel HC Jászberény  |
| HC Bolzano           | 7:4      | VEU Feldkirch        |

##### Lestvica
| Poz | Klub                 | Točke |
| 1   | KHL Medveščak Zagreb | 5     |
| 2   | HC Bolzano           | 4     |
| 3   | VEU Feldkirch        | 2     |
| 4   | Lehel HC Jászberény  | 1     |

#### Skupina C
(Rødovre, Danska)
| 1. klub           | Rezultat | 2. klub           |
| ----------------- | -------- | ----------------- |
| TMH Polonia Bytom | 3:0      | Furuset IF        |
| Rødovre SIK       | 8:11     | Cardiff Devils    |
| Furuset IF        | 9:4      | Cardiff Devils    |
| Rødovre SIK       | 1:7      | TMH Polonia Bytom |
| TMH Polonia Bytom | 8:3      | Cardiff Devils    |
| Rødovre SIK       | 7:2      | Furuset IF        |

##### Lestvica
| Poz | Klub              | Točke |
| 1   | TMH Polonia Bytom | 6     |
| 2   | Furuset IF        | 2     |
| 3   | Rødovre SIK       | 2     |
| 4   | Cardiff Devils    | 2     |

#### Skupina D
(Rouen, Francija)
| 1. klub                 | Rezultat | 2. klub                 |
| ----------------------- | -------- | ----------------------- |
| Rouen HC                | 16:2     | CHH Txuri Urdin         |
| Gunco Panda's Rotterdam | 21:1     | CHH Txuri Urdin         |
| Rouen HC                | 8:6      | Gunco Panda's Rotterdam |

##### Lestvica
| Poz | Klub                    | Točke |
| 1   | Rouen HC                | 4     |
| 2   | Gunco Panda's Rotterdam | 2     |
| 3   | CHH Txuri Urdin         | 0     |

### Drugi krog

#### Skupina A
(Düsseldorf, Nemčija)
| 1. klub              | Rezultat | 2. klub              |
| -------------------- | -------- | -------------------- |
| TPS                  | 4:1      | Rouen HC             |
| Düsseldorfer EG      | 7:4      | KHL Medveščak Zagreb |
| Düsseldorfer EG      | 3:4      | TPS                  |
| KHL Medveščak Zagreb | 5:3      | Rouen HC             |
| TPS                  | 3:1      | KHL Medveščak Zagreb |
| Düsseldorfer EG      | 11:3     | Rouen HC             |

##### Lestvica
| Poz | Klub                 | Točke |
| 1   | TPS                  | 6     |
| 2   | Düsseldorfer EG      | 4     |
| 3   | KHL Medveščak Zagreb | 2     |
| 4   | Rouen HC             | 0     |

#### Skupina B
(Lugano, Švica)
| 1. klub           | Rezultat | 2. klub             |
| ----------------- | -------- | ------------------- |
| HC Lugano         | 7:2      | TMH Polonia Bytom   |
| Sparta Praga      | 8:0      | HC Steaua Bucureşti |
| HC Lugano         | 5:1      | HC Steaua Bucureşti |
| Sparta Praga      | 7:5      | TMH Polonia Bytom   |
| HC Lugano         | 4:4      | Sparta Praga        |
| TMH Polonia Bytom | 4:2      | HC Steaua Bucureşti |

##### Lestvica
| Poz | Klub                | Točke |
| 1   | Sparta Praga        | 5     |
| 2   | HC Lugano           | 5     |
| 3   | TMH Polonia Bytom   | 2     |
| 4   | HC Steaua Bucureşti | 0     |

### Finalni del
(Düsseldorf, Nemčija)

#### Tretji krog
| 1. klub         | Rezultat | 2. klub      |
| --------------- | -------- | ------------ |
| Düsseldorfer EG | 2:6      | Sparta Praga |
| TPS             | 5:4      | HC Lugano    |

#### Za peto mesto
| 1. klub         | Rezultat | 2. klub   |
| --------------- | -------- | --------- |
| Düsseldorfer EG | 6:2      | HC Lugano |

#### Polfinale
| 1. klub        | Rezultat | 2. klub      |
| -------------- | -------- | ------------ |
| Dinamo Moskva  | 3:2      | TPS          |
| Djurgårdens IF | 3:2      | Sparta Praga |

#### Za tretje mesto
| 1. klub | Rezultat | 2. klub      |
| ------- | -------- | ------------ |
| TPS     | 4:3      | Sparta Praga |

#### Finale
| 1. klub        | Rezultat | 2. klub       |
| -------------- | -------- | ------------- |
| Djurgårdens IF | 3:2      | Dinamo Moskva |